# Søren Kragh Andersen
Søren Kragh Andersen (Middelfart, 10 agosto 1994) è un ciclista su strada danese che corre per il team Lidl-Trek.
Professionista dal 2016, nel 2017 ha vinto il titolo mondiale nella cronometro a squadre, nel 2018 la Parigi-Tours e nel 2020 due tappe al Tour de France.

## Palmarès
- 2011 (Team Roskilde Juniors, tre vittorie)

3ª tappa Tour Du Pays De Vaud (Ecublens > Sainte-Croix)
4ª tappa Tour Du Pays De Vaud (Sainte-Croix > Sainte-Croix, cronometro)
4 tappa Trofeo Karlsberg (Homburg > Homburg)
- 2012 (Team Roskilde Juniors, due vittorie)

3ª tappa Course de la Paix Juniors (Teplice > Dippoldiswalde)
- 2014 (Team Trefor-Blue Water, una vittoria)

Campionati danesi, prova a cronometro Under-23
- 2015 (Team Trefor-Blue Water, sei vittorie)

1ª tappa ZLM Tour (Kamperland > Zierikzee)
Classifica generale ZLM Tour
Hadeland Grand Prix
4ª tappa Tour des Fjords (Stavanger > Sandnes)
Prologo Tour de l'Avenir (Tonnerre > Tonnerre, cronometro)
3ª tappa Tour de l'Avenir (Champagnole > Tournus)
- 2017 (Team Sunweb, una vittoria)

3ª tappa Tour of Oman (Sultan Qaboos University > Quriyat)
- 2018 (Team Sunweb, due vittorie)

6ª tappa Tour de Suisse (Fiesch > Gommiswald)
Parigi-Tours
- 2020 (Team Sunweb, quattro vittorie)

4ª tappa Parigi-Nizza (Saint-Amand-Montrond > Saint-Amand-Montrond, cronometro)
14ª tappa Tour de France (Clermont-Ferrand > Lione)
19ª tappa Tour de France (Bourg-en-Bresse > Champagnole)
4ª tappa BinckBank Tour (Riemst > Riemst, cronometro)
- 2023 (Alpecin-Deceunninck, una vittoria)

Eschborn-Francoforte
- 2025 (Lidl-Trek, una vittoria)

Campionati danesi, prova in linea

### Altri successi
- 2012 (Team Roskilde Juniors)

Prologo Tour du Pays de Vaud (Loudon > Loudon, cronosquadre)
1ª tappa Regio-Tour (Hartheim > Heitersheim, cronosquadre)
Classifica a punti Regio-Tour
- 2014 (Team Trefor-Blue Water)

Classifica giovani Tour of Taihu Lake
- 2015 (Team Trefor-Blue Water)

2ª tappa ZLM Tour (Kamperland > Kamperland, cronosquadre)
Classifica scalatori Paris-Arras Tour
- 2016 (Team Giant-Alpecin)

Classifica giovani Tour of Qatar
- 2017 (Team Sunweb)

Campionati del mondo, Cronometro a squadre
- 2018 (Team Sunweb)

2ª tappa Hammer Sportzone Hong Kong (Hong Kong > Hong Kong, cronosquadre)
- 2023 (Alpecin-Deceuninck)

Classifica a punti Giro del Lussemburgo

## Piazzamenti

### Grandi Giri
- Giro d'Italia

2025: non partito (5ª tappa)
- Tour de France

2018: 52º
2019: non partito (18ª tappa)
2020: 58º
2021: non partito (14ª tappa)
2023: 122°
2024: fuori tempo massimo (12ª tappa)
- Vuelta a España

2017: 106º

### Classiche monumento
- Milano-Sanremo

2017: 121º
2019: 52º
2020: 56º
2021: 9º
2022: 7º
2023: 5º
2024: 31º
- Giro delle Fiandre

2016: ritirato
2017: 74º
2018: 53º
2019: ritirato
2020: ritirato
2021: 57º
2022: non partito
2023: ritirato
2024: ritirato
- Parigi-Roubaix

2016: ritirato
2017: ritirato
2018: ritirato
2021: 24º
- Liegi-Bastogne-Liegi

2017: ritirato
2022: 24º
2023: ritirato
2024: 67º

### Competizioni mondiali
- Campionati del mondo

Copenaghen 2011 - In linea Juniores: 11º
Limburgo 2012 - In linea Juniores: 10º
Ponferrada 2014 - Cronometro Under-23: 16º
Ponferrada 2014 - In linea Under-23: 107º
Richmond 2015 - Cronometro Under-23: 16º
Richmond 2015 - In linea Under-23: 29º
Doha 2016 - Cronosquadre: 7º
Doha 2016 - Cronometro Elite: 36º
Doha 2016 - In linea Elite: ritirato
Bergen 2017 - Cronosquadre: vincitore
Bergen 2017 - In linea Elite: 12º
Innsbruck 2018 - Cronosquadre: 2º
Innsbruck 2018 - In linea Elite: 18º
Glasgow 2023 - In linea Elite: ritirato

### Competizioni europee
- Campionati europei

Goes 2012 - Cronometro Juniores: 20°
Goes 2012 - In linea Juniores: 109°
Limburgo 2024 - In linea Elite: 34°